# Retención fiscal
Una retención, en fiscalidad, es una imposición de las autoridades tributarias sobre el contribuyente para detraer parte de sus ingresos como forma de cobro anticipado de uno o varios impuestos correspondientes al año fiscal. La retención fiscal suele efectuarse sobre las rentas del trabajo, aunque algunos países la aplican también sobre otro tipo de rentas, como los intereses o dividendos obtenidos.
Las retenciones fiscales como herramienta tributaria de la hacienda pública atiende a dos necesidades:
- La garantía por parte del Estado del cumplimiento de las obligaciones tributarias del contribuyente, disminuyendo la posibilidad de fraude fiscal, aumentando la eficacia recaudatoria y facilitando la tributación al propio contribuyente.[2]
- Dotar al erario de los suficientes medios económicos para su correcto funcionamiento.